# شکارچی دورست (دایناسور)
شکارچی دورست  (به انگلیسی: Duriavenator) یک سرده از دایناسورهای ددپایان است که در ژوراسیک میانه، در حدود ۱۶۸ میلیون سال پیش، در جایی که اکنون انگلستان نامیده می‌شود، زندگی می‌کردند. در سال ۱۸۸۲، استخوان‌های فک بالا و پایین یک دایناسور در نزدیکی شربورن در دورست جمع‌آوری شد و ریچارد اوون فسیل‌ها را متعلق به گونه مگالوسور، اولین دایناسور غیر پرنده ای دانست. در سال ۱۹۶۴، این نمونه به عنوان متعلق به گونه‌ای متفاوت شناخته شد و در سال ۱۹۷۴ به گونه جدیدی از Megalosaurus, M. hesperis منتقل شد. محققان بعدی این پرسش را مطرح کردند که آیا این گونه متعلق به مگالوسوروس است، که در آن تروپودهای تکه‌تکه از سراسر جهان به‌طور تاریخی در آن قرار گرفته بودند. پس از بررسی مسائل طبقه‌بندی پیرامون Megalosaurus، راجر بی.جی. بنسون M. hesperis را در سال ۲۰۰۸ به جنس خودش منتقل کرد، Duriavenator. این نام به معنای «شکارچی دورست» است.